# Mellerud (comune)
Mellerud è un comune svedese di 9 216 abitanti, situato nella contea di Västra Götaland. Il suo capoluogo è la cittadina omonima.

## Località
Nel territorio comunale sono comprese le seguenti aree urbane (tätort):
- Åsensbruk
- Bränna
- Dals Rostock
- Mellerud